# Rašid Mahalbašić
Rašid Mahalbašić (ur. 7 listopada 1990 w Jesenicach) – słoweński koszykarz bośniackiego pochodzenia, posiadający także austriackie obywatelstwo, występujący na pozycjach skrzydłowego oraz środkowego, aktualnie zawodnik Leche Rio Breogan.
W 2013 rozegrał 4 spotkania w barwach Utah Jazz podczas letniej ligi NBA w Orlando.
22 lipca 2021 dołączył do hiszpańskiego Leche Rio Breogan.

## Osiągnięcia
Stan na 23 lipca 2021, na podstawie, o ile nie zaznaczono inaczej.
Drużynowe
- Mistrz:
  - Czech (2014)
  - Kazachstanu (2015)
- 3. miejsc podczas mistrzostw Niemiec (2019)
- Zdobywca pucharu Czech (2014)
- Finalista pucharu Niemiec (2020)[4]

Indywidualne
- Najlepszy Rezerwowy PLK (2013)[5]
- MVP miesiąca ligi VTB (kwiecień 2015)[6]
- Zaliczony do:
  - I składu niemieckiej ligi BBL (2019)
  - III składu PLK (2013 przez dziennikarzy)[7]
- Uczestnik meczu gwiazd:
  - polsko-czeskiego (2014)[8]
  - ligi austriackiej (2009, 2010)
- Lider ligi austriackiej w zbiórkach (2010)

Reprezentacja
- Mistrz Europy U-20 dywizji B (2009)
- MVP mistrzostw Europy U-20 dywizji B (2009)
- Uczestnik mistrzostw Europy dywizji B:
  - U–20 (2009, 2010)
  - U–18 (2007, 2008)
  - U–16 (2006)
- Lider strzelców mistrzostw Europy U–20 dywizji B (2009)